# Acatenango (Guatemala)
Fundado en la década de 1530, Acatenango ó San Bernabé Acatenango «San Bernabé» a su Santo Patrono San Bernabé Apóstol y «Acatenango» que en Tlaxcalteca significa Entre Carrizos. es un municipio del departamento de Chimaltenango en Guatemala. El clima de la localidad varía según la altura, en su extremo sur es boca costa; y clima frío nuboso ya que en su jurisdicción se encuentra el monumento natural turístico, el Volcán Acatenango con 3976 m s. n. m.. Altitud de la cual, que en conjunción con el Volcán ocupa una tierra rica en minerales que hace al municipio un  exportador de uno de sus productos más consumidos y famosos a nivel mundial como el café y el aguacate.

## Toponimia
Muchos de los nombres de los municipios y poblados de Guatemala constan de dos partes: el nombre del santo católico que se venera el día en que fueron fundados y una descripción con raíz náhuatl; esto se debe a que las tropas que invadieron la región en la década de 1520 al mando de Pedro de Alvarado estaban compuestas por soldados españoles y por indígenas tlaxcaltecas y cholultecas.  En el caso del topónimo «Acatenango», éste proviene de las voces náhuatl «tenam» (español: «muralla»), «co» (terminación) y «acalt» (español: «carrizo de maíz»), por lo que su nombre significa «muralla de los carrizos».[cita requerida]

## División político-administrativa

### División urbana
Está organizado en tres zonas que contienen:
1. Zona 1: La parte céntrica del Casco Urbano del municipio (la cual abarca las organizaciones gubernamentales y comerciales del Municipio).
2. Zona 2: La parte sureste de la población Urbana, de la cual agrupa las lotificaciones y urbanización más reciente del Centro Urbano.

### División del municipio
| Región                      | Nombres |
| --------------------------- | --- |
| Aldeas                      | 1. El Destierro (La Soledad) 2. San Antonio Nejapa 3. Los Planes 4. El Socorro 5. Los Pajales I 6. Los Pajales II 7. Quisaché 8. Nueva Concepción 9. El Campamento 10. La Pampa 11. Paraxaj 12. Pacoc 13. Pacacay 14. Pueblo Nuevo 15. Santa Isabel. |
| Caseríos                    | Xacaya, Ana Chimichabal, El Tesoro, El Mirador y Tzinquinya |
| Parajes rurales             | Los Cerritos y Agua Caliente. |
| Fincas con población propia | 1. Concepción Buena Vista 2. Santa Elisa 3. San José Acatenango 4. Los Nardos 5. Chalabal La Estrella 6. Paraxaj 7. Santa Felisa 8. El Naranjo 9. La Unión 10. El Platanar 11. Siguantanac 12. La Felicidad 13. Monte Verde 14. Los Encinos 15. El Porvenir 16. Chantujay 17. Chicap Monte Nuevo 18. Monte de Oro 3 19. Palestina 20. San Diego Buena Vista 21. La Soledad 22. La Providencia 23. San Rafael Pacún 24. El Valparaíso 25. La Esmeralda 26. El Jocote 27. Tehuya Godoy 28. El Recuerdo Miramar 29. El Nogal 30. La Laguneta 31. San Francisco Miramar 32. Las Delicias 33. San Vicente Pacún 34. Santa Margarita 35. La Esperanza Ramos 36. San José Miramar 37. La Colina 38. La Esperanza Pérez 39. El Bálsamo 40. Xesac Anexo 41. El Carmen 42. Chuatacaj 43. San José 44. El Paraíso 45. Pacachacutch 46. La Conchita 47. San Antonio 48. Miralvalle 49. San Mateo 50. Laguneta Salvador 51. Chesac 52. Santa Teresita 53. Potosís 54. San Fernando 55. Tajancaro 56. El Manzano 57. La Unión 58. El Recuerdo 59. El Llano 60. Santa Teresa 61. El Rincón 62. Don Lolo |

### Topografía

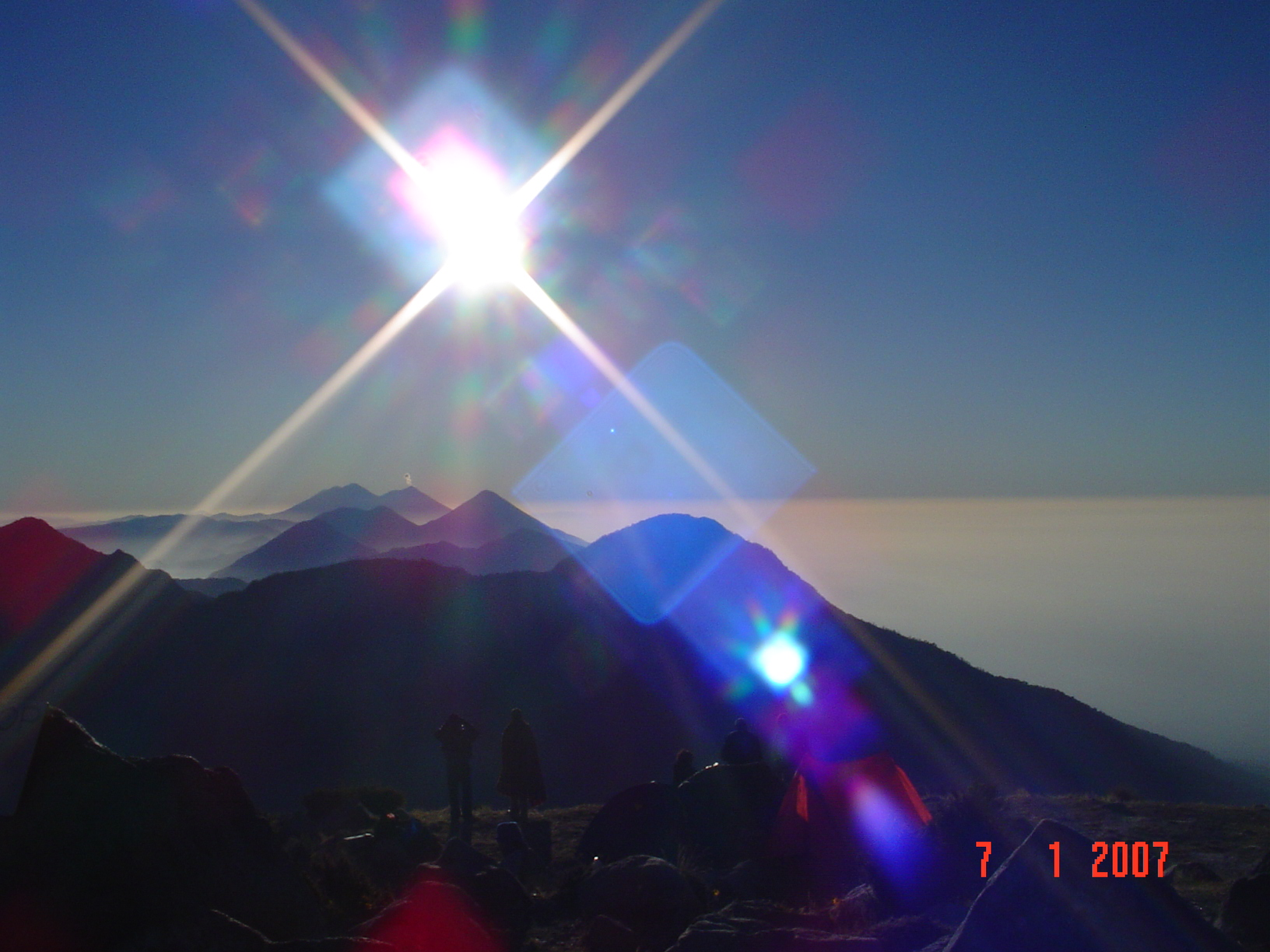
Volcán Acatenango.

El volcán Acatenango - de tres mil novecientos setenta y seis metros de altura - se encuentra dentro de la jurisdicción de esta municipalidad; está formado por un conjunto de volcanes que alcanzan una altura de tres mill quinientos metros por encima de la costa del Pacífico al sur del país; y por arriba de los dos mil metros encima de las tierras altas guatemaltecas, al norte. Comprende remanentes de múltiples centros de erupción, que periódicamente colapsan y producen enormes avalanchas de ruinas. La mayor de estas avalanchas se ha extendido por 50 km desde su inicio, cubriendo más de 300 km². El volcán tiene un enorme potencial para producir avalanchas que pueden anegar grandes áreas de la costa del Pacífico.
Además, existen numerosos cerros y montañas al oeste y norte las que forman el valle de Acatenango, donde se encuentra asentada la cabecera municipal homónima. 
El río Xayá Pixcayá atraviesa casi todo el municipio, y están también los ríos de Las Lajas, El Caracol, Quiquiya, El Arco, Tuhuya, Cocoya y El Zapote que son afluentes del río Xaya Pixcaya, el cual es afluyente del Río Coyolate aparte de otros riachuelos de menor importancia.[cita requerida]
Las poblaciones del municipio fueron nombradas por sus características particulares:[cita requerida]
| Nombre           | Origen            | Descripción |
| ---------------- | ----------------- | --- |
| El Campamento    | Criollo o Mestizo | Asentamiento en donde se quedaron por un tiempo los colonizadores de Acatenango                                                                                                 |
| La Soledad       | Criollo o Mestizo | Lugar que estaba en las faldas del volcán Acatenango y que no habitaba nadie por la gran cantidad de arena que lo hacía inhóspito, en la cual entes de ser aldea era una finca. |
| Pajales I y II   | Criollo o Mestizo | Por las plantas de paja salvaje del área. |
| Los Planes       | Criollo o Mestizo | Sitio localizado en la cima del serro. |
| Nueva Concepción | Criollo o Mestizo | Primeramente una finca en honor a la Virgen de Concepción, luego convertida en aldea.                                                                                           |
| El Socorro       | Criollo o Mestizo | Finca nombrada en honor a su dueña, María Socorro, la cual también dio lugar al nombre de la aldea y a us festividad La Virgen del Perpetuo Socorro.                            |
| Quisaché         | Indígena          | El «árbol espinoso» Kish (en Kaqchickel: Espina) y Ché (Árbol en el mismo idioma) algunos ancianos dicen que un Guachipilín                                                     |
| Pacacay          | Indígena          | Aldea en los alrededores de San Antonio Nejapa, la cual aún conserva montículos y estructuras de arqueología maya.                                                              |
| Tziquinyá        | Indígena          | El «bebedero del pájaro» —por los nacimientos de agua que hay en el municipio—                                                                                                  |

### Clima
Acatenango tiene clima templado (Clasificación de Köppen: Cwb).
| Parámetros climáticos promedio de Acatenango | Parámetros climáticos promedio de Acatenango | Parámetros climáticos promedio de Acatenango | Parámetros climáticos promedio de Acatenango | Parámetros climáticos promedio de Acatenango | Parámetros climáticos promedio de Acatenango | Parámetros climáticos promedio de Acatenango | Parámetros climáticos promedio de Acatenango | Parámetros climáticos promedio de Acatenango | Parámetros climáticos promedio de Acatenango | Parámetros climáticos promedio de Acatenango | Parámetros climáticos promedio de Acatenango | Parámetros climáticos promedio de Acatenango | Parámetros climáticos promedio de Acatenango |
| Mes                                          | Ene.                                         | Feb.                                         | Mar.                                         | Abr.                                         | May.                                         | Jun.                                         | Jul.                                         | Ago.                                         | Sep.                                         | Oct.                                         | Nov.                                         | Dic.                                         | Anual                                        |
| -------------------------------------------- | -------------------------------------------- | -------------------------------------------- | -------------------------------------------- | -------------------------------------------- | -------------------------------------------- | -------------------------------------------- | -------------------------------------------- | -------------------------------------------- | -------------------------------------------- | -------------------------------------------- | -------------------------------------------- | -------------------------------------------- | -------------------------------------------- |
| Temp. máx. media (°C)                        | 23.9                                         | 24.5                                         | 25.5                                         | 25.5                                         | 25.2                                         | 23.9                                         | 24.3                                         | 24.3                                         | 23.5                                         | 23.3                                         | 23.9                                         | 23.5                                         | 24.3                                         |
| Temp. media (°C)                             | 17.6                                         | 18.0                                         | 18.9                                         | 19.6                                         | 19.8                                         | 19.6                                         | 19.5                                         | 19.2                                         | 18.8                                         | 18.4                                         | 18.4                                         | 17.4                                         | 18.8                                         |
| Temp. mín. media (°C)                        | 11.4                                         | 11.6                                         | 12.4                                         | 13.7                                         | 14.4                                         | 15.3                                         | 14.7                                         | 14.2                                         | 14.2                                         | 13.6                                         | 12.9                                         | 11.4                                         | 13.3                                         |
| Precipitación total (mm)                     | 4                                            | 12                                           | 13                                           | 45                                           | 146                                          | 370                                          | 233                                          | 235                                          | 383                                          | 208                                          | 41                                           | 9                                            | 1699                                         |
| Fuente: Climate-Data.org                     |                                              |                                              |                                              |                                              |                                              |                                              |                                              |                                              |                                              |                                              |                                              |                                              |                                              |

### Ubicación geográfica
|                                                             | Norte: Patzicía, Zaragoza y Patzún, municipios del departamento de Chimaltenango | Nordeste: San Andrés Itzapa, municipio del departamento de Chimaltenango |
| Oeste: Pochuta, municipio del departamento de Chimaltenango |                                                                                  | Este: San Miguel Dueñas, municipio del departamento de Sacatepéquez.     |
|                                                             | Sur: San Pedro Yepocapa, municipio del departamento de Chimaltenango             |                                                                          |

## Gobierno municipal
Los municipios se encuentran regulados en diversas leyes de la República, que establecen su forma de organización, lo relativo a la conformación de sus órganos administrativos, tributos destinados para los mismos; esta legislación se encuentra dispersa en diversos niveles.  Ahora bien, que exista legislación específica para los municipios no significa que a estos no les sean aplicables las normas contenidas en otros cuerpos normativos, pues aunque se trata de entidades autónomas, las mismas se encuentran sujetas, al igual que todas las entidades de tal naturaleza, a la legislación nacional.
Específicamente, las principales leyes que rigen a los municipios en Guatemala desde 1985 son:
| N.º | Ley                                                | Descripción |
| --- | -------------------------------------------------- | --- |
| 1   | Constitución Política de la República de Guatemala | Le son aplicables diversos artículos generales de la misma, y además tiene una regulación legal específica en los artículos 253 al 262, que constituyen su base constitucional.                                                                                            |
| 2   | Ley Electoral y de Partidos Políticos              | Ley de carácter constitucional creada por la Asamblea Nacional Constituyente que aplicable a los municipios en diversos aspectos pero fundamentalmente en el tema de la conformación de sus autoridades electas, puesto que regula la manera en que se eligen y conforman. |
| 3   | Código Municipal                                   | Decreto 12-2002 del Congreso de la República de Guatemala. Tiene la categoría de ley ordinaria y contiene preceptos generales aplicables a todos los municipios, e inclusive contiene legislación referente a la creación de los municipios.                               |
| 4   | Ley de Servicio Municipal                          | Decreto 1-87 del Congreso de la República de Guatemala. Regula las relaciones entra la municipalidad y los servidores públicos en materia laboral. Tiene su base constitucional en el artículo 262 de la constitución que ordena la emisión de la misma.                   |
| 5   | Ley General de Descentralización                   | Decreto 14-2002 del Congreso de la República de Guatemala. Regula el deber constitucional del Estado, y por ende del municipio, de promover y aplicar la descentralización y desconcentración económica y administrativa.                                                  |

El gobierno de los municipios de Guatemala está a cargo de un Concejo Municipal, de conformidad con el artículo 254 de la Constitución Política de la República de Guatemala, que establece que «el gobierno municipal será ejercido por un concejo municipal». A su vez, el código municipal —que tiene carácter de ley ordinaria y contiene disposiciones que se aplican a todos los municipios de Guatemala— establece en su artículo 9 que «el concejo municipal es el órgano colegiado superior de deliberación y de decisión de los asuntos municipales […] y tiene su sede en la circunscripción de la cabecera municipal». Por último, el artículo 33 del mencionado código establece que «[le] corresponde con exclusividad al concejo municipal el ejercicio del gobierno del municipio».
El concejo municipal se integra de conformidad con lo que establece la Constitución en su artículo 254, es decir «se integra con el alcalde, los síndicos y concejales, electos directamente por sufragio universal y secreto para un período de cuatro años, pudiendo ser reelectos». Al respecto, el código municipal en el artículo 9 establece «que se integra por el alcalde, los síndicos y los concejales, todos electos directa y popularmente en cada municipio de conformidad con la ley de la materia».

## Historia
Tras la conquista de Guatemala por los españoles en los siglos xv y xvi se establecieron varios asentamientos humanos en el área que ocupa el moderno departamento Chimaltenango; había dos tipos de asentamientos: las reducciones y doctrinas- en donde se llevaba a los indígenas conquistados para trabajar en los repartimientos o en las tierras del clero regular, respectivamente- y las poblaciones de españoles y de criollos. De acuerdo a una versión de la historia de Acatenango, el pueblo de criollos en el área estaba localizado originalmente en donde se encuentra el moderno municipio Zaragoza, a la que llamaron «La Villa De Zaragoza» en honor a la provincia de Zaragoza, en su natal España; después de vivir por un tiempo en este sitio, se trasladaron a Patzicía y luego hacia Acatenango. Ahora bien, de acuerdo a otra versión, Acatenango habría estado en la jurisdicción de la capital de la Capitanía General de Guatemala, la ciudad de Santiago de los Caballeros de Guatemala y poco a poco se fueron asentando pobladores hasta formar el casco urbano que dio origen al municipio.[cita requerida]

### Época colonial: doctrina franciscana
La evangelización del poblado, ésta estuvo a cargo de los franciscanos, quienes tuvieron conventos y doctrinas en la diócesis de Guatemala que se hallaban diseminados en donde se encuentra los modernos departamentos de Sacatepéquez, Chimaltenango, Sololá, Quetzaltenango, Totonicapán, Suchitepéquez y Escuintla.  La «Provincia del Santísimo Nombre de Jesús», como se llamaba la región a cargo de los franciscanos, llegó a tener veinticuatro conventos.  Para 1700, en el convento de Panajachel habitaban tres sacerdotes, que se encargaban de evangelizar a aproximadamente mil ochocientas personas, principalmente indígenas, y tenían a su cargo cuatro doctrinas y doce cofradías.
En el año de 1944 se publicó un documento que se encontraba en Archivo Episcopal de Guatemala; en dicho documento se encuentra una descripción que con fecha 5 de junio de 1686 hizo el franciscano fray Francisco de Zuaza y que contiene una relación de los conventos franciscanos, entre los que se menciona al de Acatenango con el nombre que tenía entonces: 
| «Está el pueblo de San Antonio Nexapa o Acatenango, seis leguas de la ciudad Santiago de los Caballeros de Guatemala hacia el poniente, a la caída de los volcanes de Fuego, hacia la costa. El camino que hay para Guatemala es muy áspero y montuoso por haberse de pasar por sobre el mismo volcán hacía la falda que cae al norte y para todas partes es el camino fragoso... son montañas y laderas tortuosas, y oscuros boscajes en muchas partes cerrados e incultos. El temperamento de dicho pueblo es bueno, más fresco que caliente, aunque en tiempo de aguas participa su cielo de lo tempestuoso de la costa. Estos indígenas, como los demás cercanos a Guatemala, son trabajadores en siembras de maíz, frijoles y garbanzos. Tienen también algunos palos de miel de abejas, y muchos de ellos tienen por granjería el hacer esteras, que se dicen petates, de un género de enea muy ligero y pulido». «Tiene este dicho pueblo de San Antonio Acatenango, que es cabecera y convento, quinientas personas de confesión, todos indigenas sin interpolación de ningún español. Uno de sus pueblos adyacentes cuyo titular es el apóstol San Bernabé dista como un cuarto de legua, y tiene quinientas y cuarenta personas de confesión entre hombres y mujeres, y tres familias de españoles que entre semana asisten en sus labranzas y los días de fiesta en el pueblo para oír misa y sermón. Son por todos los ladinos veintidós personas de confesión. Tiene otro pueblo de visita que se intitula San Pedro Yepocapa. [...] Tiene toda esta Guardianía ocho cofradías, aprobadas y confirmadas por los ilustrísimos señores obispos, las cuales como es costumbre en la Provincia y se manda en sus Ordenanzas dan doce reales por su estipendio cada mes. [...] La corriente y caritativo estilo de la Provincia se observa puntualmente así en predicarles como en enseñarles la doctrina cristiana, y decirles misa todos los días de fiesta, cuyas vísperas va un religioso al pueblo de San Pedro que es el más distante y a San Bernabé, como tan cercano, el mismo día de fiesta, velando siempre sobre ellos para educarlos en toda cristiandad. Asisten en el convento tres religiosos que son el padre cura doctrinero y otros dos examinados y aprobados en lengua cacchiquel y suficiencia de cura para la más oportuna y pronta administración de los sacramentos"». —Fray Francisco de Zuaza, 1696 |

Por ser cabeza de curato, en Acatenango diariamente se cantaba o rezaba la misa conventual con la asistencia de los oficiales de las cofradías y de sus esposas, quienes tenían velas encendidas en sus manos durante casi toda la misa.  Diariamente, tanto en Acatenango como en los pueblos de visita de las doctrinas, se impartía doctrina a las niñas a partir de los seis años de edad a las dos de la tarde y, al ocaso, a los niños de la misma edad para que durante dos horas recibieran la instrucción cristiana.  La enseñanza consistía en recitar toda la doctrina y oraciones y hacer ejercicios con las preguntas del catecismo y estaba a cargo del doctrinero y de dos indios ancianos, llamados fiscales, en caso el doctrinero no pudiera asistir.  A los adultos se les atendía los domingos y días festivos, luego de la misa; se cerraban las puertas de la iglesia, y se rezaban todas las oraciones de la doctrina cristiana en idioma de la localidad, con todo el pueblo, hombres y mujeres.
La Cuaresma era una época en que se preparaba a los indígenas a la confesión y comunión anual obligatorias, predicándoles en idioma materno. Todos los domingos de Cuaresma se les predicaba en idioma materno, disponiéndoles a la confesión. Todos los viernes de Cuaresma se hacían las estaciones con cantos y portando livianas cruces y, en cada una de ellas, se leía o cantaba el misterio en idioma materno, culminando con un sermón en el Calvario y la vuelta a la iglesia con cantos y rezos. El templo católico de Panajachel fue construido en 1567 y la fachada todavía es la original y una de las joyas del estilo colonial en Guatemala. 
A finales siglo xvii, Francisco Antonio de Fuentes y Guzmán describió en su Recordación Florida los pueblos que entonces se denominaban «del Valle», entre los cuales mencionó a San Antonio Nejapa o Acatenango: «El pueblo de San Antonio Nejapa o Acatenango, yace a seis leguas de distancia de la ciudad de Santiago de Guatemala, al poniente o a la falda de los volcanes de Fuego, hacia la costa. El viaje que se hace para Guatemala es fragosísimo y voraginoso, porque se ejecuta encimado a la falda que mira al norte de los mismos volcanes, de mucho atolladero, montaña espesa y laderas tortuosas con oscuros arcabucos en muchas partes, por el poco trajín, incultos y cerrados. Su temperamento es medio y en el invierno participa de las tormentas de Costa del Sur. Los habitadores se emplean en las siembras de maíz, frijol y garbanzo y en el cuidado de muchos corchos de abejas, y casi todas las mujeres se ocupan en tejer esteras (que acá llaman petates) de cierto género de enea, delgado, muy lustroso y ligero. Este lugar, cabecera de Guardianía y curato, es de quinientos feligreses, indigenas tributarios. San Bernabé, distante un cuarto de legua de la cabecera, se compone de quinientos y cuarenta tributarios».

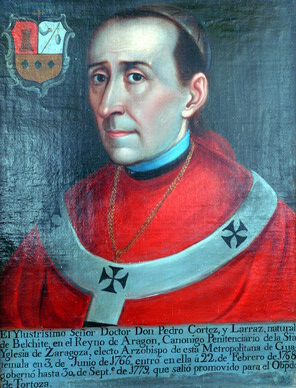
Pedro Cortés y Larraz, arzobispo de Guatemala

En 1770, el obispo Pedro Cortés y Larraz se refirió al pueblo de San Bernabé Acatenango, a medía legua de la cabecera de la parroquia que lo era San Antonio Nexapam: «de que resultan en esta feligresía 365 familias con 1,660 personas, de las que pone el cura ocho familias de ladinos con cuarenta y cinco personas. Antes de pasar adelante prevengo que en los padrones que se presentaron se padece equivocación y que (como es regular) vienen diminutos, porque las personas confirmadas fueron más que las que aparecen en la suma; porque en el pueblo de San Pedro se confirmaron 242, en el de San Bernabé 800 y en el de Nexapam 622, cuyas tres partidas suman 1,664, pero habiendo hecho cargo al cura de la equivocación y manifestándosela por la vista de confirmados no la pudo enmendar; en que se ve cómo se llevan las parroquias. ... Aunque la cabecera del curato es el pueblo de Nexapam, pero por varios motivos se le dio al cura elección para que pudiera vivir en el de San Bartolomé, en donde ha puesto su residencia con un ministro de asiento en el de Nexapam; lo que se le permitió no tanto por decir que éste le probaba mal, cuanto por ser más crecido el de San Bernabé y hallarse más al centro de la parroquia, porque los tres pueblos y la hacienda están en línea recta de norte a sur. Los tres pueblos están situados en la falda de los volcanes de Fuego y no tan a la falda, que no estén ya en bastante altura de dichos volcanes, que por esta banda son elevadísimos y mucho más que el que se dice de Agua, de manera que desde los pueblos tienen aun mucha profundidad. La cosecha de esto territorio es maíz en mucha abundancia, con el cual se surten de todo, frijol con escasez, porque no quieren sembrarlo, la hierba chian y chile. El idioma que se habla es el kacchiquel. ... Los indígenas andan vestidos».
La parroquia ya estaba a cargo del clero secular, pues en 1754 por Real Cédula, las órdenes regulares tuvieron que transferir sus doctrinas y conventos a los seculares. Una explicación que dio el cura párroco, de acuerdo a lo escrito por Cortés y Larraz, sobre la embriaguez de los varones de la localidad en 1770 fue: «Dice el cura en sus respuestas, que el vicio más dominante es la embriaguez, tan radicada que desde pequeños la enseñan sus padres, sin haber remedio alguno ni valor para extinguirla; pues las Justicias son los primeros que siempre están ebrios, sin tener respeto ni a la iglesia, pues en los días más festivos y aun del todo embriagados, asisten a la misa y estando patente el Santísimo suben al coro con la chicha -bebida fermentada clandestina que se hace de diversas substancias-. Que jamás se ha podido arreglar escuela por la repugnancia de los indigenas, y que sólo en el pueblo de San Bernabé permanece a sus expensas: que concurren cuarenta muchachos, pero que nunca se ven juntos».

### Tras la Independencia de Centroamérica
Tras la Independencia de Centroamérica en 1821, la constitución del Estado de Guatemala promulgada en 1825 dividió el territorio del Estado para la administración de justicia en diez distritos y varios circuitos. Acatenango estaba en el circuito de Chimaltenango en el Distrito N.°8 (Sacatepéquez); este distrito contenía a Chimaltenango, Yepocapa, San Miguelito, Tejar, San Luis, Itzapa, Calderas, Chimachoy, Patzicía, Nejapa, Parramos, Tuluché, Chicoj y San Jacinto.

### Terremoto de 1942
El 6 de agosto de 1942, Acatenago fue prácticamente destruido por un sismo que se produjo a las 17:37 hora local (23:37 UTC) y tuvo una magnitud de 7.7 en la escala de magnitud de momento (Mw) y 7.9 en la escala de Magnitud de onda superficial (Ms). El epicentro se encontró a lo largo de la costa sur de Guatemala,.
El terremoto causó extensos daños en el altiplano central y occidental de Guatemala. Treinta y ocho personas murieron en el terremoto. Los deslizamientos de tierra, causados por la combinación del terremoto y las fuertes lluvias estacionales, destruyeron carreteras, incluso la Carretera Interamericana, y líneas telegráficas.

### SigloXX: Erupción del volcán de Fuego de 1974

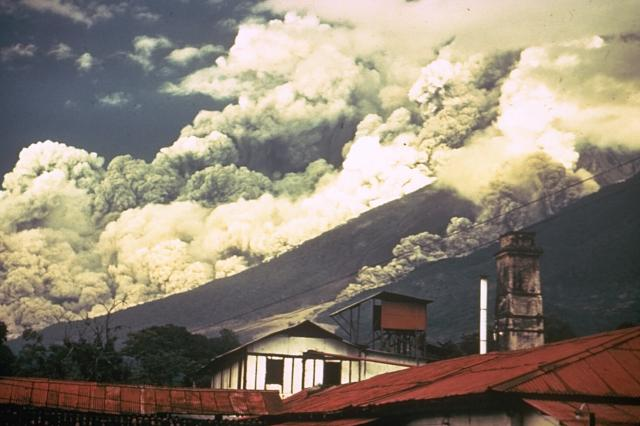
Erupción del volcán de Fuego de 1974 que destruyó parcialmente a Acatenango.

La actividad sísmica se inició el 15 de octubre de 1974 cuando los pobladores de las comunidades situadas en las faldas del volcán reportaron que a las 2:00 a. m. se registró un temblor seguido de estruendos y lluvia de ceniza que impidió que el sol iluminara el poblado de Acatenango cuando amaneció unas horas más tarde, lo que obligó al gobierno del general Kjell Eugenio Laugerud García a evacuar a los habitantes.  Muchos de los evacuados se lamentaron por la pérdida de todas sus pertenencias, especialmente de los animales domésticos que criaban para consumo familiar y mientras que la ceniza alcanzaba lugares tan alejados como los estados mexicanos de Chiapas y Oaxaca, al punto que las autoridades mexicanas estaban en estado de alerta por la intensidad de las ráfagas de ceniza que los alcanzaban.
El directorio de la Democracia Cristiana Guatemalteca —DCG—, que entonces era el principal partido de oposición luego de haber perdido fraudulentamente las Elecciones generales de Guatemala de 1974, solicitó a los alcaldes que colaboraran con las municipalidades de San Pedro Yepocapa y Acatenango, que prácticamente fueron destruidos por el volcán y cuyos alcaldes pertenecían a la DCG.  La ayuda empezó el 24 de octubre de 1974, cuando cesó la erupción, con maquinaria de la Dirección General de Caminos que fue enviada a varios poblados para limpiar la ceniza y la arena; el proceso de recuperación tardó un poco más de tres mes, pues en los lugares mencionados, la capa de arena volcánica alcanzó un metro de espesor.

## Economía
Hasta mediados del xx Acatenango era vecino del municipio de San Antonio Nejapá, el cual no se desarrollaba económicamente porque subsistía únicamente con la elaboración de artesanías sencillas, como petates y sopladores. Acatenango, por su parte, se convirtió en uno de los mayores productores de café de Guatemala -incluso ya cuenta con denominación de origen- y también sembraba hortalizas, maíz, frijol, y papa, además de que existera actividad ganadera.[cita requerida]
En el año de 2017 , la Finca el Paraxaj ganó el primer lugar de la taza de la excelencia lugar que lo posicionó ese año como el
Mejor café de la cosecha 2017 en Guatemala . 
Los cafetales empezaron a llegar a Acatenango entre la década de 1920 y la de 1950, resultando en el auge económico del lugar; entonces, las autoridades de San Antonio Nejapá solicitaron un préstamo a Acatenango. Desafortunadamente para San Antonio, no pudieron pagar el préstamo y como consecuencia el casco urbano de ese municipio pasó a Acatenango y San Antonio Nejapá perdió la categoría de municipio y pasó a ser una aldea.[cita requerida]